# Campionati europei di atletica leggera 2022
I XXV campionati europei di atletica leggera si sono svolti dal 15 al 21 agosto 2022 all'Olympiastadion di Monaco di Baviera, in Germania. Gli atleti hanno gareggiato in 48 specialità: 24 maschili e 24 femminili. I campionati europei fanno parte della manifestazione multisportiva dei Campionati europei 2022.

## Sede dell'evento
Le gare di corsa (con l'eccezione della maratona e della marcia) si svolgono presso l'Olympiastadion, così come i concorsi e le prove multiple, su una pista e attrezzature Mondo.
Le due gare di maratona, maschile e femminile, si corrono su un circuito cittadino con partenza e arrivo in Odeonsplatz. I principali punti di interesse lungo il percorso sono il Siegestor, la Frauenkirche, Marienplatz, il Viktualienmarkt, l'Angelo della Pace e la Torre Cinese.
Le gare di marcia 20 km si svolgono su un circuito di 2 km che corre lungo la Ludwigstraße, da Odeonsplatz a sud fino a Professor-Huber-Platz a nord. La gara di marcia 35 km si svolge sullo stesso tracciato con un giro addizionale più corto.

## Partecipazione

### Periodo di qualificazione
I minimi di partecipazione sono fissati dalla European Athletics. Per tutte le specialità il periodo di qualificazione entro il quale le prestazioni degli atleti vengono considerate valide per la partecipazione al campionato va dal 27 luglio 2021 alla mezzanotte del 26 luglio 2022, con l'eccezione delle gare di 10 000 metri, maratona, marcia 20 km, marcia 35 km e prove multiple, per le quali il periodo va dal 27 gennaio 2021 alla mezzanotte del 26 luglio 2022 e per le staffette, per le quali il periodo va dal 1º gennaio 2021 al 26 luglio 2022.

### Validità della prestazione
Sono valide solo le prestazioni ottenute in gare ufficiali della World Athletics o delle federazioni continentali o nazionali. Non vengono accettate le prestazioni ottenute durante una gara mista (uomini e donne insieme) e quelle influenzate dal vento. Per le gare di lunghezza pari o inferiore agli 800 metri non vengono accettati i tempi manuali. Sono invece accettate le prestazioni ottenute durante gare indoor.

### Minimi di qualificazione
Gli atleti si possono qualificare ottenendo il minimo di qualificazione (entry standard), attraverso la wild card (campione europeo nel 2018) oppure in base al posizionamento (ranking) nelle classifiche mondiali del 2022.
| Specialità             | Uomini                                                                | Donne                                                                 | Numero di atleti |
| ---------------------- | --------------------------------------------------------------------- | --------------------------------------------------------------------- | ---------------- |
| 100 m piani            | 10"16                                                                 | 11"24                                                                 | 36               |
| 200 m piani            | 20"43                                                                 | 23"05                                                                 | 36               |
| 400 m piani            | 45"70                                                                 | 51"70                                                                 | 36               |
| 800 m piani            | 1'45"90                                                               | 2'00"40                                                               | 32               |
| 1 500 m piani          | 3'36"00                                                               | 4'06"00                                                               | 30               |
| 5 000 m piani          | 13'24"00                                                              | 15'25"00                                                              | 30               |
| 10 000 m piani         | 28'15"00                                                              | 32'20"00                                                              | 27               |
| 100 m ostacoli         | –                                                                     | 12"93                                                                 | 36               |
| 110 m ostacoli         | 13"50                                                                 | –                                                                     | 36               |
| 400 m ostacoli         | 49"50                                                                 | 55"85                                                                 | 36               |
| 3 000 m siepi          | 8'30"00                                                               | 9'39"00                                                               | 34               |
| Maratona               | 2h14'30"                                                              | 2h32'00"                                                              | 60               |
| Marcia 20 km           | 1h22'10"                                                              | 1h32'15"                                                              | 35               |
| Marcia 35 km (50 km)   | 2h35'30" (3h54'00")                                                   | 2h55'00" (4h25'00")                                                   | 35               |
| Salto in alto          | 2,30 m                                                                | 1,95 m                                                                | 26               |
| Salto con l'asta       | 5,75 m                                                                | 4,60 m                                                                | 26               |
| Salto in lungo         | 8,10 m                                                                | 6,79 m                                                                | 26               |
| Salto triplo           | 16,95 m                                                               | 14,25 m                                                               | 26               |
| Getto del peso         | 20,85 m                                                               | 18,20 m                                                               | 26               |
| Lancio del disco       | 65,20 m                                                               | 60,50 m                                                               | 26               |
| Lancio del martello    | 77,00 m                                                               | 71,80 m                                                               | 26               |
| Lancio del giavellotto | 84,00 m                                                               | 62,50 m                                                               | 26               |
| Decathlon              | 8100 p.                                                               | –                                                                     | 24               |
| Eptathlon              | –                                                                     | 6250 p.                                                               | 24               |
| Staffetta 4×100 m      | 16 squadre dalla somma dei migliori due tempi delle squadre nazionali | 16 squadre dalla somma dei migliori due tempi delle squadre nazionali | 16               |
| Staffetta 4×400 m      | 16 squadre dalla somma dei migliori due tempi delle squadre nazionali | 16 squadre dalla somma dei migliori due tempi delle squadre nazionali | 16               |

## Nazioni partecipanti
Prendono parte a questi campionati 47 paesi membri della European Athletic Association. La Russia e la Bielorussia non vi partecipano a causa della sospensione delle loro federazioni in seguito all'invasione dell'Ucraina. Sono presenti anche due atleti per la squadra degli Atleti Rifugiati (Athlete Refugee Team).
Nell'elenco che segue, tra parentesi, è indicato il numero di atleti per ogni squadra.
- Albania (1)
- Andorra (1)
- Armenia (2)
- Atleti Rifugiati (2)
- Austria (14)
- Azerbaigian (4)
- Belgio (62)
- Bosnia ed Erzegovina (2)
- Bulgaria (6)
- Cipro (7)
- Croazia (11)
- Danimarca (28)
- Estonia (12)
- Finlandia (75)
- Francia (100)
- Georgia (2)

- Germania (120)
- Gibilterra (2)
- Gran Bretagna (126)
- Grecia (40)
- Irlanda (38)
- Islanda (3)
- Israele (15)
- Italia (98)
- Kosovo (2)
- Lettonia (8)
- Lituania (19)
- Lussemburgo (4)
- Macedonia del Nord (2)
- Malta (2)
- Moldavia (7)
- Montenegro (2)

- Norvegia (46)
- Paesi Bassi (59)
- Polonia (81)
- Portogallo (45)
- Rep. Ceca (54)
- Romania (21)
- San Marino (2)
- Serbia (14)
- Slovacchia (19)
- Slovenia (23)
- Spagna (89)
- Svezia (53)
- Svizzera (48)
- Turchia (41)
- Ucraina (53)
- Ungheria (46)

## Calendario
| Data                   | 15 | 15 | 16 | 16   | 17 | 17   | 18 | 18 | 19 | 19 | 20 | 20 | 21 | 21 |
| Evento                 |    |    |    |      |    |      |    |    |    |    |    |    |    |    |
| ---------------------- | -- | -- | -- | ---- | -- | ---- | -- | -- | -- | -- | -- | -- | -- | -- |
| 100 m                  | B  |    |    | SF F |    |      |    |    |    |    |    |    |    |    |
| 200 m                  |    |    |    |      |    |      | B  | SF |    | F  |    |    |    |    |
| 400 m                  |    | B  | SF |      |    | F    |    |    |    |    |    |    |    |    |
| 800 m                  |    |    |    |      |    |      | B  |    |    | SF |    |    |    | F  |
| 1 500 m                |    | B  |    |      |    |      |    | F  |    |    |    |    |    |    |
| 5 000 m                |    |    |    | F    |    |      |    |    |    |    |    |    |    |    |
| 10 000 m               |    |    |    |      |    |      |    |    |    |    |    |    |    | F  |
| Maratona               | F  |    |    |      |    |      |    |    |    |    |    |    |    |    |
| 110 m hs               |    |    | B  |      |    | SF F |    |    |    |    |    |    |    |    |
| 400 m hs               |    |    |    |      | B  |      | SF |    |    | F  |    |    |    |    |
| 3 000 m siepi          |    |    | B  |      |    |      |    |    |    | F  |    |    |    |    |
| Salto in alto          |    |    |    | Q    |    |      |    | F  |    |    |    |    |    |    |
| Salto con l'asta       |    |    |    |      |    |      | Q  |    |    |    |    | F  |    |    |
| Salto in lungo         | Q  |    |    | F    |    |      |    |    |    |    |    |    |    |    |
| Salto triplo           |    | Q  |    |      |    | F    |    |    |    |    |    |    |    |    |
| Getto del peso         | Q  | F  |    |      |    |      |    |    |    |    |    |    |    |    |
| Lancio del disco       |    |    |    |      | Q  |      |    |    |    | F  |    |    |    |    |
| Lancio del martello    |    |    |    |      | Q  |      |    | F  |    |    |    |    |    |    |
| Lancio del giavellotto |    |    |    |      |    |      |    |    | Q  |    |    |    |    | F  |
| Decathlon              | F  | F  | F  | F    |    |      |    |    |    |    |    |    |    |    |
| Marcia 20 km           |    |    |    |      |    |      |    |    |    |    | F  |    |    |    |
| Marcia 35 km           |    |    | F  |      |    |      |    |    |    |    |    |    |    |    |
| 4×100 m                |    |    |    |      |    |      |    |    | B  |    |    |    |    | F  |
| 4×400 m                |    |    |    |      |    |      |    |    | B  |    |    | F  |    |    |

| P | Batterie preliminari | B | Batterie | Q | Qualificazioni | SF | Semifinali | F | Finale |

| Data                   | 15 | 15 | 16 | 16   | 17 | 17 | 18 | 18 | 19 | 19 | 20 | 20 | 21 | 21   |
| Evento                 |    |    |    |      |    |    |    |    |    |    |    |    |    |      |
| ---------------------- | -- | -- | -- | ---- | -- | -- | -- | -- | -- | -- | -- | -- | -- | ---- |
| 100 m                  | B  |    |    | SF F |    |    |    |    |    |    |    |    |    |      |
| 200 m                  |    |    |    |      |    |    | B  | SF |    | F  |    |    |    |      |
| 400 m                  |    | B  | SF |      |    | F  |    |    |    |    |    |    |    |      |
| 800 m                  |    |    |    |      |    |    | B  |    | SF |    |    | F  |    |      |
| 1 500 m                |    |    | B  |      |    |    |    |    |    | F  |    |    |    |      |
| 5 000 m                |    |    |    |      |    |    |    | F  |    |    |    |    |    |      |
| 10 000 m               |    | F  |    |      |    |    |    |    |    |    |    |    |    |      |
| Maratona               | F  |    |    |      |    |    |    |    |    |    |    |    |    |      |
| 100 m hs               |    |    |    |      |    |    |    |    |    |    |    | B  |    | SF F |
| 400 m hs               |    |    |    |      | B  |    | SF |    |    | F  |    |    |    |      |
| 3 000 m siepi          |    |    |    |      |    |    | B  |    |    |    |    | F  |    |      |
| Salto in alto          |    |    |    |      |    |    |    |    | Q  |    |    |    |    | F    |
| Salto con l'asta       | Q  |    |    |      |    | F  |    |    |    |    |    |    |    |      |
| Salto in lungo         |    |    | Q  |      |    |    |    | F  |    |    |    |    |    |      |
| Salto triplo           |    |    |    |      | Q  |    |    |    |    | F  |    |    |    |      |
| Getto del peso         | Q  | F  |    |      |    |    |    |    |    |    |    |    |    |      |
| Lancio del disco       |    | Q  |    | F    |    |    |    |    |    |    |    |    |    |      |
| Lancio del martello    |    |    | Q  |      |    | F  |    |    |    |    |    |    |    |      |
| Lancio del giavellotto |    |    |    |      |    |    | Q  |    |    |    |    | F  |    |      |
| Eptathlon              |    |    |    |      | F  | F  | F  | F  |    |    |    |    |    |      |
| Marcia 20 km           |    |    |    |      |    |    |    |    |    |    | F  |    |    |      |
| Marcia 35 km           |    |    | F  |      |    |    |    |    |    |    |    |    |    |      |
| 4×100 m                |    |    |    |      |    |    |    |    | B  |    |    |    |    | F    |
| 4×400 m                |    |    |    |      |    |    |    |    | B  |    |    | F  |    |      |

## Risultati

### Uomini
| Specialità | Oro | Prestazione | Argento                                                                                                | Prestazione | Bronzo                                                                                       | Prestazione |
| Corse piane | |             | |             |                                                                                              |             |
| 100 m piani (dettagli) | Marcell Jacobs | 9"95 =      | Zharnel Hughes                                                                                         | 9"99        | Jeremiah Azu                                                                                 | 10"13       |
| 200 m piani (dettagli) | Zharnel Hughes | 20"07       | Nethaneel Mitchell-Blake                                                                               | 20"17       | Filippo Tortu                                                                                | 20"27       |
| 400 m piani (dettagli) | Matthew Hudson-Smith                                                                                                   | 44"53       | Ricky Petrucciani                                                                                      | 45"03       | Alex Haydock-Wilson                                                                          | 45"17       |
| 800 m piani (dettagli) | Mariano García | 1'44"85     | Jake Wightman                                                                                          | 1'44"91     | Mark English                                                                                 | 1'45"19     |
| 1 500 m piani (dettagli) | Jakob Ingebrigtsen | 3'32"76     | Jake Heyward                                                                                           | 3'34"44     | Mario García                                                                                 | 3'34"88     |
| 5 000 m piani (dettagli) | Jakob Ingebrigtsen | 13'21"13    | Mohamed Katir                                                                                          | 13'22"98    | Yemaneberhan Crippa                                                                          | 13'24"83    |
| 10 000 m piani (dettagli) | Yemaneberhan Crippa | 27'46"13    | Zerei Kbrom Mezngi                                                                                     | 27'46"94    | Yann Schrub                                                                                  | 27'47"13    |
| Corse a ostacoli | |             | |             |                                                                                              |             |
| 110 m ostacoli (dettagli) | Asier Martínez | 13"14       | Pascal Martinot-Lagarde                                                                                | 13"14 =     | Just Kwaou-Mathey                                                                            | 13"33       |
| 400 m ostacoli (dettagli) | Karsten Warholm | 47"12       | Wilfried Happio                                                                                        | 48"56       | Yasmani Copello                                                                              | 48"78       |
| 3 000 m siepi (dettagli) | Topi Raitanen | 8'21"80     | Ahmed Abdelwahed                                                                                       | 8'22"35     | Osama Zoghlami                                                                               | 8'23"44     |
| Prove su strada | |             | |             |                                                                                              |             |
| Maratona (dettagli) | Richard Ringer | 2h10'21"    | Maru Teferi                                                                                            | 2h10'23"    | Gashau Ayale                                                                                 | 2h10'29"    |
| Maratona a squadre (dettagli) | Israele Girmaw Amare Gashau Ayale Yimer Getahun Omer Ramon Maru Teferi                                                 | 6h31'48"    | Germania Simon Boch Johannes Motschmann Amanal Petros Hendrik Pfeiffer Richard Ringer Konstantin Wedel | 6h35'52"    | Spagna Jorge Blanco Ayad Lamdassem Daniel Mateo Abdelaziz Merzougui Yago Rojo                | 6h38'44"    |
| Marcia 20 km (dettagli) | Álvaro Martín | 1h19'11"    | Perseus Karlström                                                                                      | 1h19'23"    | Diego García                                                                                 | 1h19'45"    |
| Marcia 35 km (dettagli) | Miguel Ángel López | 2h26'49"    | Christopher Linke                                                                                      | 2h29'30"    | Matteo Giupponi                                                                              | 2h30'34"    |
| Salti | |             | |             |                                                                                              |             |
| Salto in alto (dettagli) | Gianmarco Tamberi | 2,30 m      | Tobias Potye                                                                                           | 2,27 m      | Andriy Protsenko                                                                             | 2,27 m      |
| Salto con l'asta (dettagli) | Armand Duplantis | 6,06 m      | Bo Kanda Lita Baehre                                                                                   | 5,85 m      | Pål Haugen Lillefosse                                                                        | 5,75 m      |
| Salto in lungo (dettagli) | Miltiadīs Tentoglou | 8,52 m      | Thobias Montler                                                                                        | 8,06 m      | Jules Pommery                                                                                | 8,06 m      |
| Salto triplo (dettagli) | Pedro Pichardo | 17,50 m     | Andrea Dallavalle                                                                                      | 17,04 m     | Jean-Marc Pontvianne                                                                         | 16,94 m     |
| Lanci | |             | |             |                                                                                              |             |
| Getto del peso (dettagli) | Filip Mihaljević | 21,88 m     | Armin Sinančević                                                                                       | 21,39 m     | Tomáš Staněk                                                                                 | 21,26 m     |
| Lancio del disco (dettagli) | Mykolas Alekna | 69,78 m     | Kristjan Čeh                                                                                           | 68,28 m     | Lawrence Okoye                                                                               | 67,14 m     |
| Lancio del martello (dettagli) | Wojciech Nowicki | 82,00 m     | Bence Halász                                                                                           | 80,92 m     | Eivind Henriksen                                                                             | 79,45 m     |
| Lancio del giavellotto (dettagli) | Julian Weber | 87,66 m     | Jakub Vadlejch                                                                                         | 87,28 m     | Lassi Etelätalo                                                                              | 86,44 m     |
| Prove multiple | |             | |             |                                                                                              |             |
| Decathlon (dettagli) | Niklas Kaul | 8 545 p.    | Simon Ehammer                                                                                          | 8 468 p.    | Janek Õiglane                                                                                | 8 346 p.    |
| Staffette | |             | |             |                                                                                              |             |
| 4×100 m (dettagli) | Gran Bretagna Jeremiah Azu Zharnel Hughes Jona Efoloko Nethaneel Mitchell-Blake Harry Aikines-Aryeetey* Tommy Ramdhan* | 37"67       | Francia Méba-Mickaël Zézé Pablo Matéo Ryan Zézé Jimmy Vicaut                                           | 37"94       | Polonia Adrian Brzeziński Przemysław Słowikowski Patryk Wykrota Dominik Kopeć Mateusz Siuda* | 38"15       |
| 4×400 m (dettagli) | Gran Bretagna Matthew Hudson-Smith Charlie Dobson Lewis Davey Alex Haydock-Wilson Joe Brier* Rio Mitcham*              | 2'59"35     | Belgio Alexander Doom Julien Watrin Kévin Borlée Dylan Borlée Jonathan Borlée* Jonathan Sacoor*        | 2'59"49     | Francia Gilles Biron Loïc Prévot Téo Andant Thomas Jordier Simon Boypa*                      | 2'59"64     |
| record mondiale; record mondiale stagionale; record europeo; record europeo stagionale; record dei campionati; record nazionale; record personale; record personale stagionale. | |             | |             |                                                                                              |             |

### Donne
| Specialità | Oro | Prestazione | Argento | Prestazione | Bronzo                                                                                             | Prestazione |
| Corse piane | |             | |             | |             |
| 100 m piani (dettagli) | Gina Lückenkemper                                                                                             | 10"99 =     | Mujinga Kambundji | 10"99       | Daryll Neita                                                                                       | 11"00       |
| 200 m piani (dettagli) | Mujinga Kambundji                                                                                             | 22"32       | Dina Asher-Smith | 22"43       | Ida Karstoft                                                                                       | 22"72       |
| 400 m piani (dettagli) | Femke Bol | 49"44       | Natalia Kaczmarek | 49"94       | Anna Kiełbasińska                                                                                  | 50"29       |
| 800 m piani (dettagli) | Keely Hodgkinson                                                                                              | 1'59"04     | Rénelle Lamote | 1'59"49     | Anna Wielgosz                                                                                      | 1'59"87     |
| 1 500 m piani (dettagli) | Laura Muir | 4'01"08     | Ciara Mageean | 4'02"56     | Sofia Ennaoui                                                                                      | 4'03"59     |
| 5 000 m piani (dettagli) | Konstanze Klosterhalfen                                                                                       | 14'50"47    | Yasemin Can | 14'56"91    | Eilish McColgan                                                                                    | 14'59"34    |
| 10 000 m piani (dettagli) | Yasemin Can                                                                                                   | 30'32"57    | Eilish McColgan | 30'41"05    | Lonah Chemtai Salpeter                                                                             | 30'46"37    |
| Corse a ostacoli | |             | |             | |             |
| 100 m ostacoli (dettagli) | Pia Skrzyszowska                                                                                              | 12"53       | Luca Kozák | 12"69 =     | Ditaji Kambundji                                                                                   | 12"74       |
| 400 m ostacoli (dettagli) | Femke Bol | 52"67       | Viktorija Tkačuk | 54"30       | Anna Ryžykova                                                                                      | 54"86       |
| 3 000 m siepi (dettagli) | Luiza Gega | 9'11"31     | Lea Meyer | 9'15"35     | Elizabeth Bird                                                                                     | 9'23"18     |
| Prove su strada | |             | |             | |             |
| Maratona (dettagli) | Aleksandra Lisowska                                                                                           | 2h28'36"    | Matea Parlov Koštro | 2h28'42"    | Nienke Brinkman                                                                                    | 2h28'52"    |
| Maratona a squadre (dettagli) | Germania Miriam Dattke Kristina Hendel Domenika Mayer Deborah Schöneborn Rabea Schöneborn Katharina Steinruck | 7h28'48"    | Spagna Marta Galimany Elena Loyo Laura Méndez Irene Pelayo                                                                   | 7h39'25"    | Polonia Monika Jackiewicz Aleksandra Lisowska Angelika Mach                                        | 7h40'54"    |
| Marcia 20 km (dettagli) | Antigónī Ntrismpiōtī                                                                                          | 1h29'03"    | Katarzyna Zdziebło | 1h29'20"    | Saskia Feige                                                                                       | 1h29'25"    |
| Marcia 35 km (dettagli) | Antigónī Ntrismpiōtī                                                                                          | 2h47'00"    | Raquel González | 2h49'10"    | Viktória Madarász                                                                                  | 2h49'58"    |
| Salti | |             | |             | |             |
| Salto in alto (dettagli) | Jaroslava Mahučich                                                                                            | 1,95 m      | Marija Vuković | 1,95 m      | Angelina Topić                                                                                     | 1,93 m      |
| Salto con l'asta (dettagli) | Wilma Murto                                                                                                   | 4,85 m =    | Aikaterinī Stefanidī | 4,75 m      | Tina Šutej                                                                                         | 4,75 m      |
| Salto in lungo (dettagli) | Ivana Vuleta                                                                                                  | 7,06 m =    | Malaika Mihambo | 7,03 m      | Jazmin Sawyers                                                                                     | 6,80 m      |
| Salto triplo (dettagli) | Maryna Bech-Romančuk                                                                                          | 15,02 m     | Kristiina Mäkelä | 14,64 m     | Hanna Minenko                                                                                      | 14,45 m     |
| Lanci | |             | |             | |             |
| Getto del peso (dettagli) | Jessica Schilder                                                                                              | 20,24 m     | Auriol Dongmo | 19,82 m     | Jorinde van Klinken                                                                                | 18,94 m     |
| Lancio del disco (dettagli) | Sandra Perković                                                                                               | 67,95 m     | Kristin Pudenz | 67,87 m     | Claudine Vita                                                                                      | 65,20 m     |
| Lancio del martello (dettagli) | Bianca Ghelber                                                                                                | 72,72 m     | Ewa Różańska | 72,12 m     | Sara Fantini                                                                                       | 71,58 m     |
| Lancio del giavellotto (dettagli) | Elina Tzengko                                                                                                 | 65,81 m     | Adriana Vilagoš | 62,01 m     | Barbora Špotáková                                                                                  | 60,68 m     |
| Prove multiple | |             | |             | |             |
| Eptathlon (dettagli) | Nafissatou Thiam                                                                                              | 6628 p.     | Adrianna Sułek | 6532 p.     | Annik Kälin                                                                                        | 6515 p.     |
| Staffette | |             | |             | |             |
| 4×100 m (dettagli) | Germania Alexandra Burghardt Lisa Mayer Gina Lückenkemper Rebekka Haase Jessica-Bianca Wessolly*              | 42"34       | Polonia Pia Skrzyszowska Anna Kiełbasińska Marika Popowicz-Drapała Ewa Swoboda Magdalena Stefanowicz* Martyna Kotwiła*       | 42"61       | Italia Zaynab Dosso Dalia Kaddari Anna Bongiorni Alessia Pavese Gloria Hooper*                     | 42"84       |
| 4×400 m (dettagli) | Paesi Bassi Eveline Saalberg Lieke Klaver Lisanne de Witte Femke Bol Andrea Bouma* Laura de Witte*            | 3'20"87     | Polonia Anna Kiełbasińska Iga Baumgart-Witan Justyna Święty-Ersetic Natalia Kaczmarek Kinga Gacka* Małgorzata Hołub-Kowalik* | 3'21"68     | Gran Bretagna Victoria Ohuruogu Ama Pipi Jodie Williams Nicole Yeargin Zoey Clark* Laviai Nielsen* | 3'21"74     |
| record mondiale; record mondiale stagionale; record europeo; record europeo stagionale; record dei campionati; record nazionale; record personale; record personale stagionale. | |             | |             | |             |

## Medagliere
| Posizione | Paese         | Oro | Argento | Bronzo | Totale |
| --------- | ------------- | --- | ------- | ------ | ------ |
| 1         | Germania      | 7   | 7       | 2      | 16     |
| 2         | Gran Bretagna | 6   | 6       | 8      | 20     |
| 3         | Spagna        | 4   | 3       | 3      | 10     |
| 4         | Grecia        | 4   | 1       | 0      | 5      |
| 5         | Paesi Bassi   | 4   | 0       | 2      | 6      |
| 6         | Polonia       | 3   | 6       | 5      | 14     |
| 7         | Italia        | 3   | 2       | 6      | 11     |
| 8         | Norvegia      | 3   | 1       | 2      | 6      |
| 9         | Ucraina       | 2   | 1       | 2      | 5      |
| 10        | Finlandia     | 2   | 1       | 1      | 4      |
| 11        | Croazia       | 2   | 1       | 0      | 3      |
| 12        | Svizzera      | 1   | 3       | 2      | 6      |
| 13        | Serbia        | 1   | 2       | 1      | 4      |
| 14        | Svezia        | 1   | 2       | 0      | 3      |
| 15        | Israele       | 1   | 1       | 3      | 5      |
| 16        | Turchia       | 1   | 1       | 1      | 3      |
| 17        | Belgio        | 1   | 1       | 0      | 2      |
| 17        | Portogallo    | 1   | 1       | 0      | 2      |
| 19        | Albania       | 1   | 0       | 0      | 1      |
| 19        | Lituania      | 1   | 0       | 0      | 1      |
| 19        | Romania       | 1   | 0       | 0      | 1      |
| 22        | Francia       | 0   | 4       | 5      | 9      |
| 23        | Ungheria      | 0   | 2       | 1      | 3      |
| 24        | Rep. Ceca     | 0   | 1       | 2      | 3      |
| 25        | Irlanda       | 0   | 1       | 1      | 2      |
| 25        | Slovenia      | 0   | 1       | 1      | 2      |
| 27        | Montenegro    | 0   | 1       | 0      | 1      |
| 28        | Danimarca     | 0   | 0       | 1      | 1      |
| 28        | Estonia       | 0   | 0       | 1      | 1      |
| Totale    | Totale        | 50  | 50      | 50     | 150    |